# The Michael Schenker Group
Albums de Michael Schenker Group
MSG
(1981)
Singles
1. Armed and Ready
Sortie : août 1980
2. Cry for the Nations
Sortie : octobre 1980

The Michael Schenker Group est le premier album du groupe fondé par le guitariste allemand Michael Schenker. Il est sorti en août 1980 sur le label Chrysalis Records et a été produit par Roger Glover.

## Historique

### Prémices
Après son départ d'UFO et un rapide passage dans son tout premier groupe, Scorpions, pour jouer sur l'album Lovedrive, Michael Schenker est pressenti pour remplacer Joe Perry au sein d'Aerosmith, mais le chanteur de dernier, Steven Tyler n'est pas au mieux de sa forme et doit même être admis dans un hôpital de Boston, ce qui suspend l'activité du groupe. Michael a déjà quelque idées pour son album solo et la section rythmique d'Aerosmith, c'est- à-dire Joey Kramer et Tom Hamilton, lui propose de jouer sur son premier album. Michael retourne à Boston et les trois musiciens commence à répéter ensemble lorsque Tyler revient et décide d'enregistrer un nouvel album d'Aerosmith. L'affaire tombe à l'eau, mais tout n'est pas perdu, Neil Peart et Geddy Lee de Rush, groupe avec lequel UFO a beaucoup tourné, propose de lui donner un coup de main, mais là aussi l'affaire capote.
Michael, après avoir entendu une maquette du groupe Fraser Nash dont le chanteur est Gary Barden, engage ce dernier ainsi que le batteur américain, Denny Carmassi (ex- Montrose, Sammy Hagar) et Billy Sheehan (ex-Talas) à la basse. Cette formation répète environ un mois ensemble, des démos de cette période figurent sur la version 2009 de cet album, avant que Schenker arrête tout, ne gardant contact qu'avec Gary Barden.

### Enregistrement
Cet album sera finalement enregistré entre mai et juillet 1980 dans les studios Wessex de Londres. La section rythmique sera composée de musiciens de studio, le batteur Simon Phillips et le bassiste Mo Foster qui venaient de finir d'enregistrer l'album There & Back de Jeff Beck. C'est Don Airey, alors membre de Rainbow, qui joua des claviers sur cet enregistrement. Ces trois musiciens ne pouvant pas partir en tournée pour des raisons contractuelles, ils seront remplacés par le batteur Cozy Powell (qui venait de quitter Rainbow), le bassiste Chris Glen (ex-Sensational Alex Harvey Band) et le claviériste - guitariste Paul Raymond qui avait joué avec Michael Schenker dans UFO.

### Réception
Cet album eut tout de suite un immense succès au Royaume-Uni où il se classa à la 8e place des charts. Aux États-Unis, il reussira à atteindre la 100e place du Billboard 200.

## Liste des titres
- Tous les titres sont signés par Michael Schenker et Gary Barden sauf indications.

Face 1
| No | Titre                   | Auteur      | Durée |
| -- | ----------------------- | ----------- | ----- |
| 1. | Armed and Ready         |             | 4:05  |
| 2. | Cry for the Nations     |             | 5:08  |
| 3. | Victim of Illusion      |             | 4:41  |
| 4. | Bijou Pleasurette       | M. Schenker | 2:16  |
| 5. | Feels Like a Good Thing |             | 3:44  |

Face 2
| No | Titre                    | Auteur      | Durée |
| -- | ------------------------ | ----------- | ----- |
| 6. | Into the Arena           | M. Schenker | 4:10  |
| 7. | Looking Out from Nowhere |             | 4:28  |
| 8. | Tales of Mystery         |             | 3:16  |
| 9. | Lost Horizons            |             | 7:04  |

Titres bonus réedition 2009
| No  | Titre                                | Auteur      | Durée |
| --- | ------------------------------------ | ----------- | ----- |
| 10. | Just a Lover (démo 1979)             |             | 4:35  |
| 11. | Looking Out from Nowhere (démo 1979) |             | 5:14  |
| 12. | Get Up and Get Down (démo 1979)      |             | 3:59  |
| 13. | After Midnight (démo 1979)           |             | 4:32  |
| 14. | Breakout (démo 1979)                 |             | 4:43  |
| 15. | Cry for the Nations (radio edit)     |             | 3:36  |
| 16. | Armed and Ready (Live B-Side)        |             | 4:41  |
| 17. | Into the Arena (Live B-Side)         | M. Schenker | 4:20  |

## Musiciens
The Michael Schenker Group
- Michael Schenker: toutes les guitares
- Gary Barden: chant

Musiciens de sessions
- Simon Phillips: batterie, percussions
- Mo Foster: basse
- Don Airey: claviers

Musiciens jouant sur les démos de 1979 (titres 10à 14)
- Michael Schenker: guitares
- Gary Barden: chant
- Denny Carmassi: batterie, percussions
- Billy Sheehan: basse

## Charts
Charts album
| Pays        | Durée du classement | Meilleur classement | Date              |
| ----------- | ------------------- | ------------------- | ----------------- |
| États-Unis  | 12 semaines         | 100e                | 8 novembre 1980   |
| Royaume-Uni | 8 semaines          | 8e                  | 13 septembre 1980 |

Singles
| Titre                 | Pays        | Chart | Durée du classement | Position | Date              |
| --------------------- | ----------- | ----- | ------------------- | -------- | ----------------- |
| "Armed and Ready"     | Royaume-Uni | OCC   | 3 semaines          | 53e      | 20 septembre 1980 |
| "Cry for the Nations" | Royaume-Uni | OCC   | 3 semaines          | 56e      | 15 novembre 1980  |